# Campionat de Catalunya de beisbol de 1962
El Campionat de Catalunya de beisbol de 1962 fou la trentena edició de la competició. Se celebrà des de l'abril fins al juny de 1962, en categoria Nacional, i fou organitzat per la Federació Catalana de Beisbol. El campionat tingué dues categories, la Nacional, amb quatre equips, i la Regional, amb sis.
La competició se celebrà durant els caps de setmana de la temporada 1961-1962 i es disputà en format de lliga regular a doble volta, un partit com a local i l'altre com a visitant. La classificació final s'establí d'acord amb els punts totals obtinguts per cada participant en finalitzar el campionat. Els equips obtingueren dos punts per cada victòria, un punt per cada empat i cap punt per cada derrota.
En categoria Nacional, es proclamà campió el Picadero Jockey Club, que aconseguí el seu quart campionat de Catalunya consecutiu.

## Categoria Nacional
A la categoria Nacional, hi participaren el Picadero-DAMM JC, vigent campió, el CB Hèrcules les Corts, el RCD Espanyol i el CB Siemens.

### Taula de Resultats
| Casa \ Fora      | ESP   | HER | PIC | SIE |
| ---------------- | ----- | --- | --- | --- |
| RCD Espanyol     | —     | 2–7 |     | 0–9 |
| CB Hèrcules      | 17–11 | —   |     | 0–7 |
| Picadero-DAMM JC |       | 5–2 | —   | 2–1 |
| CB Siemens       | 6–3   |     | 2–1 | —   |

### Classificació final
| Pos | Equip            | PJ | G | P | PF | PC | DP  | Pts | Classificació o descens     |
| --- | ---------------- | -- | - | - | -- | -- | --- | --- | --------------------------- |
| 1   | Picadero-DAMM JC | 8  | 7 | 1 | 54 | 14 | +40 | 15  |                             |
| 2   | CB Siemens       | 8  | 5 | 3 | 36 | 14 | +22 | 13  |                             |
| 3   | CB Hèrcules      | 6  | 2 | 4 | 34 | 43 | −9  | 8   |                             |
| 4   | RCD Espanyol     | 6  | 0 | 6 | 25 | 78 | −53 | 6   | Disputa la fase de promoció |

| Campió de Catalunya de voleibol 1961-62 |
| --------------------------------------- |
| Picadero-DAMM JC Quart títol            |

## Categoria Regional
A la categoria Regional, hi participaren el CF Barcelona, el Habana BBC, el Pops de Lloret, el CB Viladecans, el Beisbol Roca i el Gigantes. El CF Barcelona es proclamà campió de la categoria Regional i jugà la fase de promoció amb el RCD Espanyol.
| Pos | Equip         | PJ | G | P  | PF  | PC  | DP   | Pts | Classificació o descens             |
| --- | ------------- | -- | - | -- | --- | --- | ---- | --- | ----------------------------------- |
| 1   | CF Barcelona  | 10 | 8 | 2  | 94  | 57  | +37  | 18  | Classificat per la fase de promoció |
| 2   | Habana BBC    | 9  | 6 | 3  | 109 | 58  | +51  | 15  |                                     |
| 3   | Pops Lloret   | 9  | 6 | 3  | 92  | 92  | 0    | 15  |                                     |
| 4   | CB Viladecans | 10 | 6 | 4  | 111 | 66  | +45  | 16  |                                     |
| 5   | Beisbol Roca  | 10 | 3 | 7  | 94  | 115 | −21  | 13  |                                     |
| 6   | Gigantes      | 10 | 0 | 10 | 53  | 165 | −112 | 10  |                                     |